# CTT Nord
La CTT Nord srl (Compagnia Toscana Trasporti Nord) è stata una società che gestiva il trasporto pubblico (TPL) Toscano fondata nel 2012, con sede legale in località Ospedaletto (PI) e sedi operative a Livorno, Prato, Lucca e Massa Carrara, nata dall'aggregazione di varie aziende adibite al trasporto pubblico.
Dal 1º novembre 2021 le attività di trasporto pubblico sono confluite nella nuova azienda Autolinee Toscane.

## Storia societaria
È partecipata da molti comuni toscani e da Società generale trasporti e mobilità spa di Prato (SGTM), Cooperativa Autotrasporti Pratesi (CAP), Azienda Trasporti Livornese (ATL) e Lucca Holding spa (partecipata integralmente dal comune di Lucca).
La società controlla inoltre: ATN - Autolinee Toscana Nord srl (ex CAT), con sede a Carrara (quota del 100%); CPT - Consorzio Pisano Trasporti scarl, con sede a Pisa (quota 95%); Vaibus scarl, con sede a Lucca (quota 89%), Mobit scarl con sede a Firenze (quota 30,1%); Copit spa, con sede a Pistoia (quota 30%); Tiforma srl con sede a Firenze (quota 1%); SGTM spa (quota 5%), Blubus scarl di Pistoia (1%), La Ferroviaria Italiana spa di Arezzo (0,5%), ONE scarl di Firenze (quota 10%), Power Energia di Bologna.
Dal 1º novembre 2021 ha ceduto la gestione del trasporto pubblico ad Autolinee Toscane.

## Gestione
Secondo quanto previsto dallo Statuto, CTT Nord è gestita da un Consiglio di Amministrazione composto da 4 o 6 membri, per metà nominati dai Soci pubblici e per metà nominati dai Soci privati.
Il Consiglio di Amministrazione nomina il Presidente e il Vicepresidente scegliendoli tra i membri nominati dai Soci pubblici, e l’Amministratore Delegato scegliendolo tra i membri nominati dai Soci privati.
L'attuale Consiglio di Amministrazione scadrà con l'approvazione del bilancio di esercizio al 31/12/2019 ed è composto da 6 membri:
Nomina pubblica:
- Andrea Zavanella - Presidente
- Maurizio Paponi – Vicepresidente
- Maria Simona Deghelli - Consigliera

Nomina privata:
- Alberto Banci - Amministratore Delegato
- Giuseppe Gori - Consigliere Delegato
- Giuliana Stolfi - Consigliera

## Bacino d'utenza
La CTT Nord gestisce direttamente il trasporto pubblico locale nelle città di Livorno, Cecina, Rosignano e Portoferraio ed il trasporto pubblico extraurbano nella provincia di Livorno (Isola d'Elba compresa), ad eccezione della parte sud (area piombinese).
Attraverso le controllate CPT e Vaibus gestisce il trasporto pubblico locale nelle città di Pisa, Pontedera, Volterra, Lucca e Viareggio ed il trasporto pubblico extraurbano nella quasi totalità delle province di Pisa e di Lucca. Il Consorzio Autolinee Pratesi è uno dei riferimenti per la gestione del bacino della provincia di Prato e Firenze. Inoltre CTT Nord gestisce il servizio nel bacino provinciale di Massa-Carrara dal 1 febbraio 2015, subentrando ad ATN srl (Autolinee Toscana Nord).